# Józef Majkowski
Józef Majkowski (ur. 30 października 1915 w Chodkowie-Załogach, zm. 24 lutego 1987 w Warszawie) – polski jezuita, duszpasterz akademicki, wykładowca psychologii religii i teologii ascetycznej, doktor nauk kościelnych, poeta.

## Życiorys
Józef Majkowski urodził się 30 października 1915 w Chodkowie-Załogach w ziemi ciechanowskiej, w rodzinie szlacheckiej herbu Kościesza, jako syn Aleksandra i Teodozji z Kakowskich.
Do Towarzystwa Jezusowego wstąpił 31 października 1930. 20 kwietnia 1941 w Wilnie z rąk arcybiskupa Romualda Jałbrzykowskiego otrzymał święcenia kapłańskie. Uczestniczył w konspiracyjnej akcji legalizacyjnej. 26 marca 1942 został wraz z innymi jezuitami z Wilna aresztowany i osadzony w więzieniu na Łukiszkach. Ciężko chory, dzięki znajomościom na Gestapo niemieckiego jezuity z Prowincji Litewskiej Towarzystwa Jezusowego Karola Fulsta, zostaje wypuszczony i internowany w Paringuvis i Szawlach na Litwie, gdzie zaskarbił sobie szacunek Litwinów. Po powrocie do Wilna w 1944, do opuszczenia Wilna, pracował przy kościele św. Kazimierza. W maju i czerwcu 1945 pracował w Gdańsku-Wrzeszczu. Następnie został kaznodzieją w kaplicy przy Kolegium Bobolanum w Lublinie. W latach 1946–1947 odbył trzecią probację w Czechowicach.
W latach 1947–1949 studiował na Wydziale Filozofii KUL w Lublinie, gdzie obronił pracę doktorską z psychologii religii. 2 lutego 1949 odbyła się uroczysta profesja czterech ślubów w Lublinie.
W 1950 został wykładowcą psychologii religii na Katolickim Uniwersytecie Lubelskim. Od 1954 wykładał psychologię religii i teologii ascetycznej na Fakultecie Teologicznym Bobolanum.
W roku 1958 został duszpasterzem akademickim przy kościele św. Andrzeja Boboli przy ul. Rakowieckiej w Warszawie i pełnił tę funkcję przez niemal 30 lat, kształtując młodzież akademicką i absolwentów pobliskich warszawskich uczelni SGGW i SGPiS. Integrował młodzież i młodą inteligencję m.in. poprzez wspólne wakacje, święcone, opłatki, dni skupienia. Przekazywał informacje o sytuacji kościoła w ZSRR.
9 września 1980 prymas Stefan Wyszyński powołał go do kościelnej Redakcji Mszy Świętej Radiowej nadawanej przez Polskie Radio. Była to realizacja postulatów strajkowych zawartych w Porozumieniu Komisji Rządowej i Międzyzakładowego Komitetu Strajkowego z 31 sierpnia 1980 (tzw. porozumienia sierpniowe). Łącznie Józef Majkowski wygłosił 39 kazań w czasie mszy świętych odprawianych w kościele św. Krzyża w Warszawie i emitowanych w Programie 1 Polskiego Radia. Był autorem wielu piosenek i pieśni kościelnych. Napisał biografię św. Stanisława Kostki.
Pochowany został w grobowcu Zgromadzenia Jezuitów na cmentarzu Powązkowskim w Warszawie (kwatera 215-5/6-1/2).

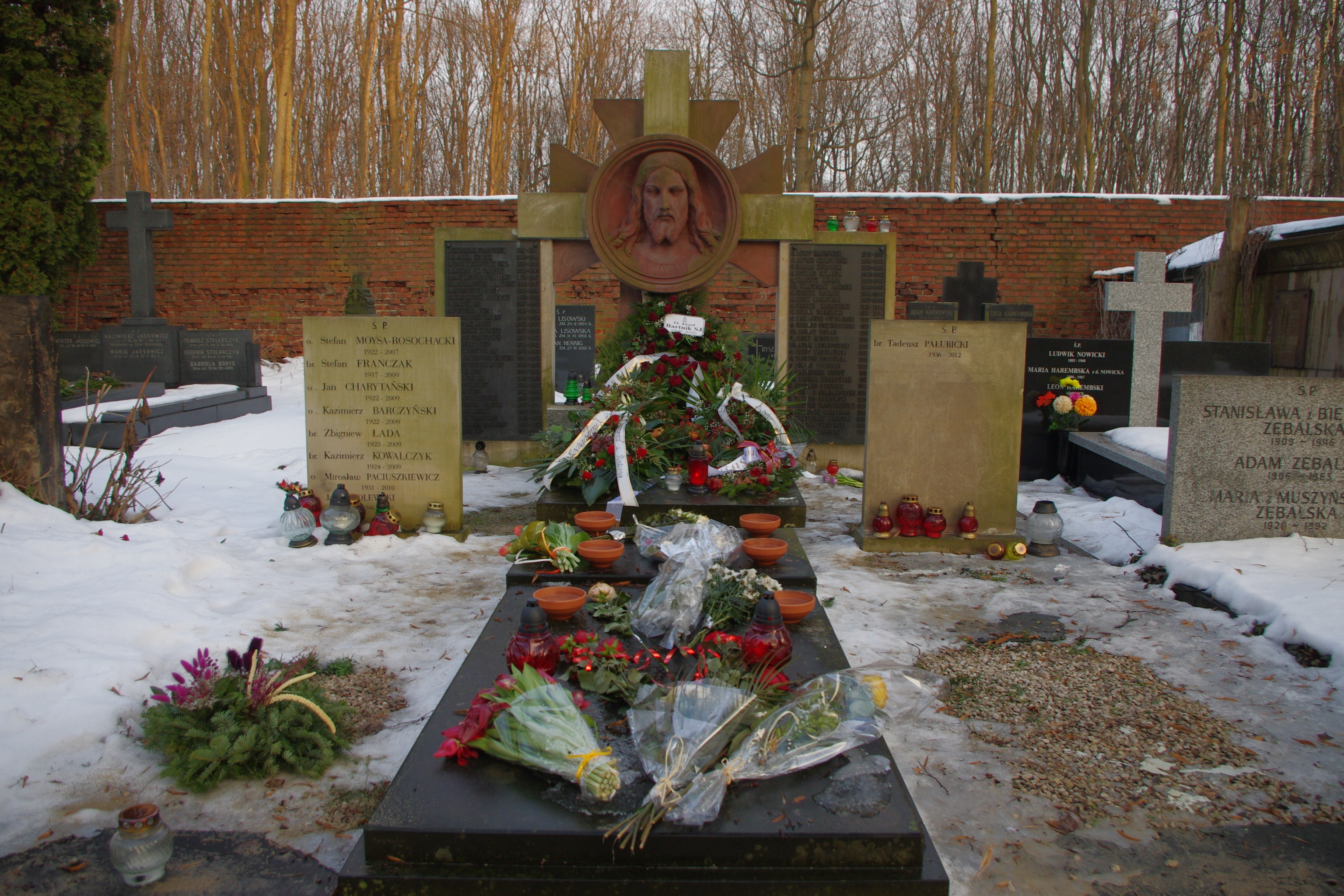
Grobowiec Zgromadzenia Jezuitów na cmentarzu Powązkowskim w Warszawie